# Radim (Luže)
Radim je vesnice, část města Luže v okrese Chrudim. Nachází se asi 1,5 km na sever od Luže. V roce 2009 zde bylo evidováno 102 adres. V roce 2001 zde trvale žilo 249 obyvatel.
Radim je také název katastrálního území o rozloze 4,64 km2.

## Historie
V dobách rekatolizace českého národa (doba temna) byl v roce 1750 mlynář Jan Čejka z Radimi u Skutče odsouzen jako kacíř k ročním nuceným pracím v okovech. Jeho syn Josef Čejka byl později (v roce 1752) usvědčen z rozšiřování zakázaných knih. Jako neordinovaný kazatel "husitské víry" považoval za svou povinnost doplňovat tajné evangelické knihovny, jež byly poškozeny konfiskacemi. Protože číst, vlastnit či kolportovat např. bratrskou Bibli kralickou, která byla na indexu, bylo trestné – byl Josef Čejka až do 15. května 1755 vyšetřován ve vazbě. Zemřel v pražské káznici pravděpodobně v roce 1762.